# Bezirksrat (Großherzogtum Hessen)
Der Bezirksrat war im Großherzogtum Hessen die Vertretung der Untertanen zunächst auf der Ebene der Regierungsbezirke, ab 1853 auf der Ebene der Kreise.

## 1848
Die Revolution von 1848 im Großherzogtum Hessen führte auch zu einer Verwaltungsreform, weil die bis dahin bestehenden mittleren Verwaltungsebenen, Kreis und Provinz, von den Bürgern in erster Linie als Instrumente staatlicher Unterdrückung wahrgenommen wurden. Ersetzt wurden sie durch zehn Regierungsbezirke (ab 1850: elf). Diese wiesen zwei grundsätzliche Unterschiede zu den bis dahin bestehenden Kreisen und Provinzen auf:
- Die Verwaltungsspitze war ein Gremium, die „Regierungskommission“, kein einzelner Beamter mehr, und
- der Verwaltungsspitze wurde eine Vertretung der Bürger an die Seite gestellt, der Bezirksrat.[2]

### Zustandekommen
Die Mitglieder der Bezirksräte wurden in allgemeiner, gleicher und freier Wahl für sechs Jahre bestimmt. Es war ein Ehrenamt, ohne Bezahlung oder auch nur Erstattung der Auslagen, was den Kreis derjenigen, die eine solche Wahl annehmen konnten, beschränkte. Die meisten Bezirksräte hatten 12 Mitglieder, nur die des Regierungsbezirks Darmstadt (15) und des Regierungsbezirks Mainz (24) waren aufgrund der Einwohnerzahl größer. Alle zwei Jahre stand ein Drittel der Sitze zur Neuwahl an. Die Regierungskommission berief den Bezirksrat mindestens einmal im Jahr zusammen, in der Regel in der dritten Novemberwoche. Die Versammlung war öffentlich und wählte einen Vorsitzenden. Mindestens ein Mitglied der Regierungskommission musste anwesend sein und auf Fragen Auskunft geben. Mitarbeiter der Regierungskommission erstellten auch den Entwurf für das Protokoll.

### Kompetenzen
Der Bezirksrat konnte in einigen Angelegenheiten Entscheidungen treffen, in anderen war er nur beratend tätig und hatte nur das Recht, angehört zu werden:
Entscheidungen zu
- finanziellen Streitigkeiten zwischen Regierung und Gemeinden,
- finanziellen Streitigkeiten zwischen Gemeinden und
- Bürgeraufnahmen, die von den Gemeinden abgelehnt worden waren.

Anhörung bei
- Streitigkeiten über Gemarkungsverhältnisse,
- Erhebung indirekter Gemeindeabgaben,
- Auflösung, Neubildung oder Vereinigung von Gemeinden,
- Einrichtung von Bezirksanstalten und
- Beschwerden und Gutachten über die öffentlichen Interessen des Bezirks.

## 1853
Nach dem Sieg der Reaktion wurden die Regierungsbezirke 1852 – und mit ihnen die Bezirksräte – wieder abgeschafft, die vorrevolutionäre Struktur mit Provinzen und Kreisen wieder hergestellt. Allerdings wurden 1853 nun Bezirksräte auf Kreisebene eingerichtet, deren Zustandekommen und beschnittenen Kompetenzen aber den reaktionären Verhältnissen angepasst war.

### Zusammensetzung
Von den insgesamt 15 Mitgliedern jedes Bezirksrates wurden 12 in indirekter Wahl durch Bevollmächtigte der Gemeindevorstände bestimmt und die übrigen drei Mitglieder von den 24 Höchstbesteuerten des Kreises gewählt. Für letztere galt noch mal intern ein Zensuswahlrecht: Die vier Höchstbesteuerten, die folgenden acht und dann alle übrigen Höchstbesteuerten wählten je ein Mitglied in die Versammlung.
Voraussetzungen für die Wählbarkeit waren, dass derjenige älter als 30 Jahre sein musste, das aktive Wahlrecht besaß und nicht als Beamter der Verwaltung tätig war.
Die Amtszeit betrug neun Jahre. Alle drei Jahre wurde ein Drittel der Mandatsträger neu gewählt. Das Ministerium des Innern konnte den Bezirksrat aber auch komplett auflösen, der dann innerhalb von drei Monaten neu gewählt werden musste.

### Kompetenzen
Den Bezirksräten zugewiesen waren
Entscheidungen
- Finanzielle Streitigkeiten zwischen Regierung und Gemeinden.[20]
- Finanzielle Streitigkeiten von Gemeinden untereinander bei Ausgaben im öffentlichen Interesse.[21]

Anhörung zu
- Gegenständen, die eine oder mehrere Gemeinden oder den ganzen Bezirk betrafen.[22]

Gegen die Entscheidungen des Bezirksrates konnte vor dem Administrativjustizhof geklagt werden, diesem übergeordnet war wiederum der Staatsrat des Großherzogtums Hessen.

### Verfahren
Der Bezirksrat trat auf Einberufung des Kreisrates mindestens einmal im Jahr zusammen, in der Regel in der dritten Novemberwoche. Bei Bedarf waren weitere Sitzungen möglich. Sie fanden im jeweiligen Hauptort des Kreises statt. Das Sitzungslokal musste die Gemeinde stellen. Die Sitzungen waren öffentlich.
Der Vorsitzende der Versammlung wurde seitens der Regierung ernannt. Mindestens ein Mitglied der Regierungskommission musste anwesend sein und auf Fragen Auskunft geben.

## Wissenswert
Die Bezirksräte auf Kreisebene gelten funktional als Vorläufer der Kreistage.